# 展脚幞头
展角，也稱為「展腳」，是古時職官冠帽後部的附件，像尺狀向兩邊伸展。
初唐时期，幞头脚均以轻薄柔软的纱罗制成，统称软脚幞头。五代时期，幞头的样式多为直脚、交脚、曲脚、翘脚、朝天脚等。直脚又名平脚或展脚，即幞头的两脚平直向外伸展。宋代、元代、明代的公服统一为展角幞头。
- 宋仁宗头戴展角幞头
- 北宋司马光头戴展角幞头
- 元朝趙孟頫头戴展角幞头
- 明朝董琦头戴展角幞头